# اون اولین بوس تو هست، چارلی براون
اون اولین بوس تو هست، چارلی براون (انگلیسی: It's Your First Kiss, Charlie Brown) یک کارتون ۳۰ دقیقه‌ای تلویزیونی محصول ۱۹۷۷ آمریکا است. این پویانمایی بر مبنای شخصیت‌های کارتونی بادام زمینی‌ها ساخته شده‌است.